# Oxymetra finschii
Oxymetra finschii is een haarster uit de familie Mariametridae.
De wetenschappelijke naam van de soort werd in 1890 gepubliceerd door Clemens Hartlaub.